# David Livingstone
Pour les articles homonymes, voir Livingstone (homonymie).
David Livingstone, né le 19 mars 1813 à Blantyre et mort le 1er mai 1873 près du lac Bangwelo, est un médecin, missionnaire protestant et explorateur britannique qui contribua à la fois au développement et à la promotion de l'empire commercial britannique d'une part, à la lutte contre la traite esclavagiste et à l'évangélisation du Sud du continent africain d'autre part.
Il participa au mouvement d'exploration et de cartographie de l'intérieur du continent africain précédant le « partage de l'Afrique » entre grandes puissances européennes. Livingstone consacra une partie de sa vie à rechercher les sources du Nil.
Livingstone fut l'un des héros britanniques les plus populaires et les plus emblématiques de l'époque victorienne. Avec sa volonté d'articuler le recensement des richesses de l'Afrique dans une perspective commerciale et l'évangélisation, il correspond à un tournant dans la perspective missionnaire. La haute idée qu'il avait de sa culture d'origine et sa volonté de faire bénéficier les Africains des avantages de la civilisation britannique en font un précurseur de l'impérialisme colonial européen qui se déploya après sa mort.
Sa « disparition », suivie de l'expédition de Henry Morton Stanley pour le retrouver, ajoutèrent à la glorification et au mythe victorien de cet explorateur majeur de l'Afrique.

## Biographie

### Jeunesse
David Livingstone est né dans une famille pauvre du sud de Glasgow. Second fils de Neil Livingstone (1788-1856) et de sa femme Agnes (1782-1865), il fut élevé dans la religion presbytérienne avant de se convertir au congrégationalisme.
Avec l'arrivée de nouveaux enfants, la difficulté croissante de ses parents à joindre les deux bouts contraignirent le jeune David à travailler, comme son frère ainé, dans une fabrique de coton : dès l'âge de dix ans, il y réparait les fils cassés sur les machines à filer de l'usine. Il trouva cependant, à l'issue de ces harassantes journées de travail de douze heures, l'énergie et la volonté pour s'atteler à deux heures quotidiennes de cours du soir, manifestation de cette grande détermination qui caractérisera David Livingstone tout au long de sa vie. Le contexte familial, s'il n'était matériellement guère à l’aise, était néanmoins favorable à l'étude : la lecture était traditionnellement encouragée aussi bien dans sa famille maternelle que paternelle. Certes, son père, dont la stricte abstinence n'était qu'un des aspects de ses fortes convictions religieuses, avait tendance à privilégier les lectures pieuses. Cependant, il est indéniable que le désir d'instruction était globalement valorisé chez les Livingstone dès lors qu'il se manifestait chez l'enfant. C'était clairement le cas du jeune David, friand de récits de voyage comme d'ouvrages scientifiques, malgré les préventions de son père contre des lectures qu'il considérait comme peu favorables à l'expression de la foi. Sa curiosité n'était pas que livresque : les carrières de calcaire stimulaient ainsi son intérêt pour la géologie.
En 1834, Neil Livingstone ramena chez lui une brochure de Karl Gützlaff appelant à l'envoi de missionnaires médecins en Chine. David s'appuya sur elle pour démontrer à son père que son désir grandissant d'étudier la médecine était compatible avec la piété. En 1836, il avait suffisamment épargné pour pouvoir entrer à l'Anderson's College de Glasgow. En outre, les qualités intellectuelles qu'il avait révélées dans le cadre des cours du soir qu'il suivait l'avait fait remarquer et lui permirent d'obtenir une bourse pour mener des études de théologie et de médecine à l'université de Glasgow, tout en assistant régulièrement aux conférences théologiques de Ralph Wardlaw. Il obtint une licence de médecine. Il travailla ensuite à Londres avant de céder à sa fascination de jeunesse pour l'aventure missionnaire et de rejoindre la London Missionary Society.

### Explorateur et missionnaire

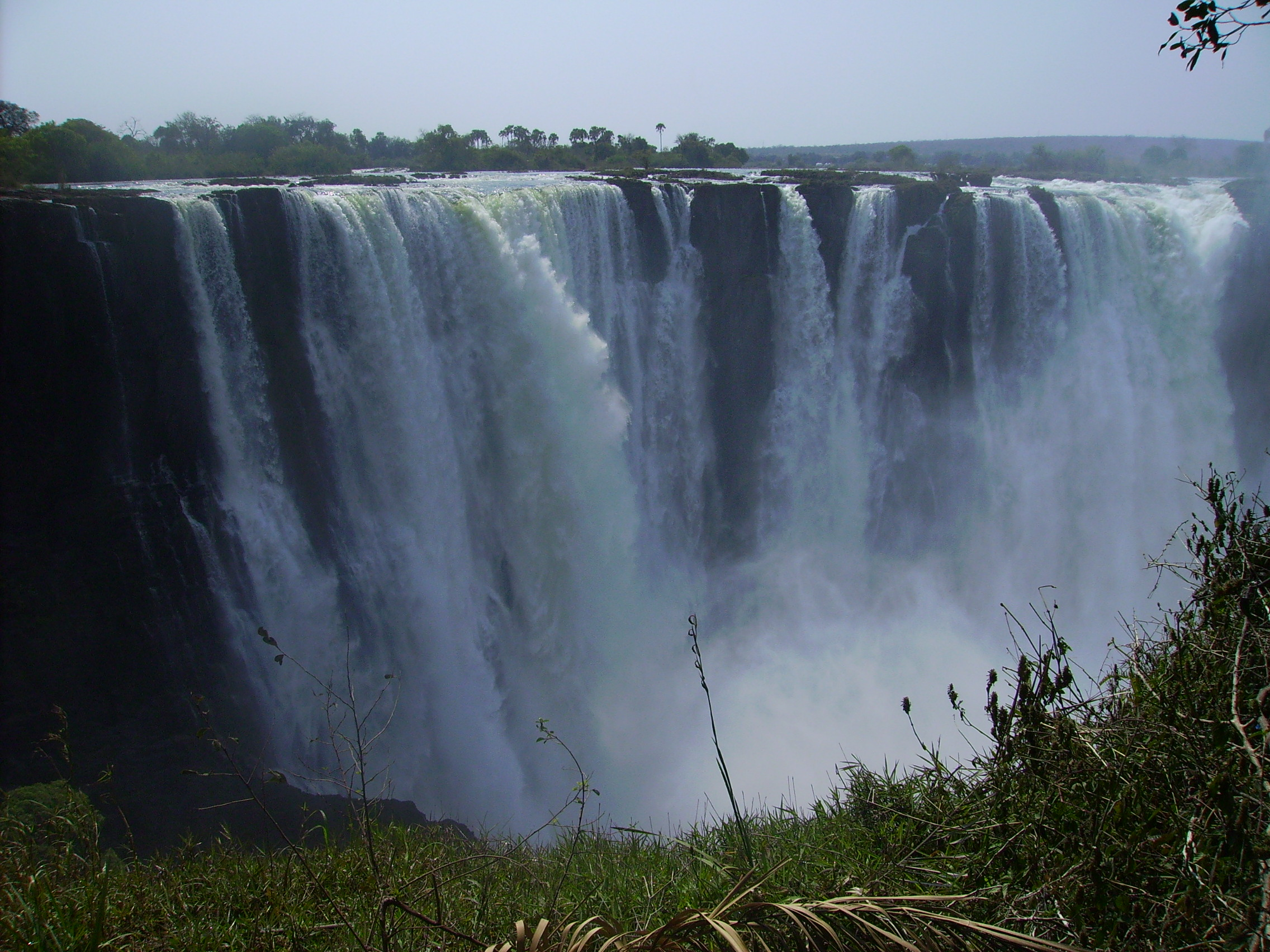
Les chutes Victoria.

#### En mission dans le sud de l'Afrique
En 1840, après avoir été ordonné pasteur, il fut envoyé au Cap puis au Protectorat du Bechuanaland, près du désert du Kalahari par la London Missionary Society. En 1844, à Kuruman, base arrière de ses futures expéditions, il rencontra et épousa en janvier 1845 la fille du missionnaire congrégationaliste Robert Moffat et de Mary Smith (1795-1871), Mary, née le 12 avril 1821 à Griquatown, dans la colonie du Cap (Afrique-du-Sud). Elle voyagea quelque temps avec lui, malgré sa grossesse et les injonctions de sa famille. Ultérieurement, elle revint finalement en Angleterre avec leur enfant. Livingstone était également accompagné dans ses explorations par un groupe de Makololo, des Zambéziens. Il maîtrisait leur langue, un dialecte du setswana, ce qui facilita ses explorations dans la mesure où les langues des populations auxquelles il devait être confronté disposaient de grandes similitudes avec ce dialecte, notamment le sesotho. Le fait d'utiliser la langue maternelle des populations à qui il s'adressait dans sa prédication de l'Évangile était un principe cardinal de l'explorateur écossais.
À partir de 1849, en remontant la rivière Botletle, David Livingstone pensa avoir trouvé la voie d'accès au centre des terres africaines et commença à explorer le centre-sud du continent africain. Il traversa, avec Mungo Murray, le désert du Kalahari jusqu'au lac Ngami. À partir de 1851-1852, il remonta le Zambèze, dont il établit la cartographie, puis rejoignit la côte atlantique à Luanda en Angola. Après avoir exploré, le premier, la rivière Kasaï, un affluent du Congo, en 1854, et exploré l'Angola, il arriva le 17 novembre 1855 aux chutes du Zambèze, qu'il baptisa du nom de la reine Victoria, bien que la vallée du Zambèze ait été en fait découverte dix ans plus tôt par le Portugais Silva Porto. Grâce à cette expédition, débutée le 20 septembre 1854, il devint le premier Européen à avoir traversé l'Afrique d'ouest en est, rejoignant l'océan Indien à Quelimane le 20 mai 1856.

#### Héros de la mission britannique en Afrique

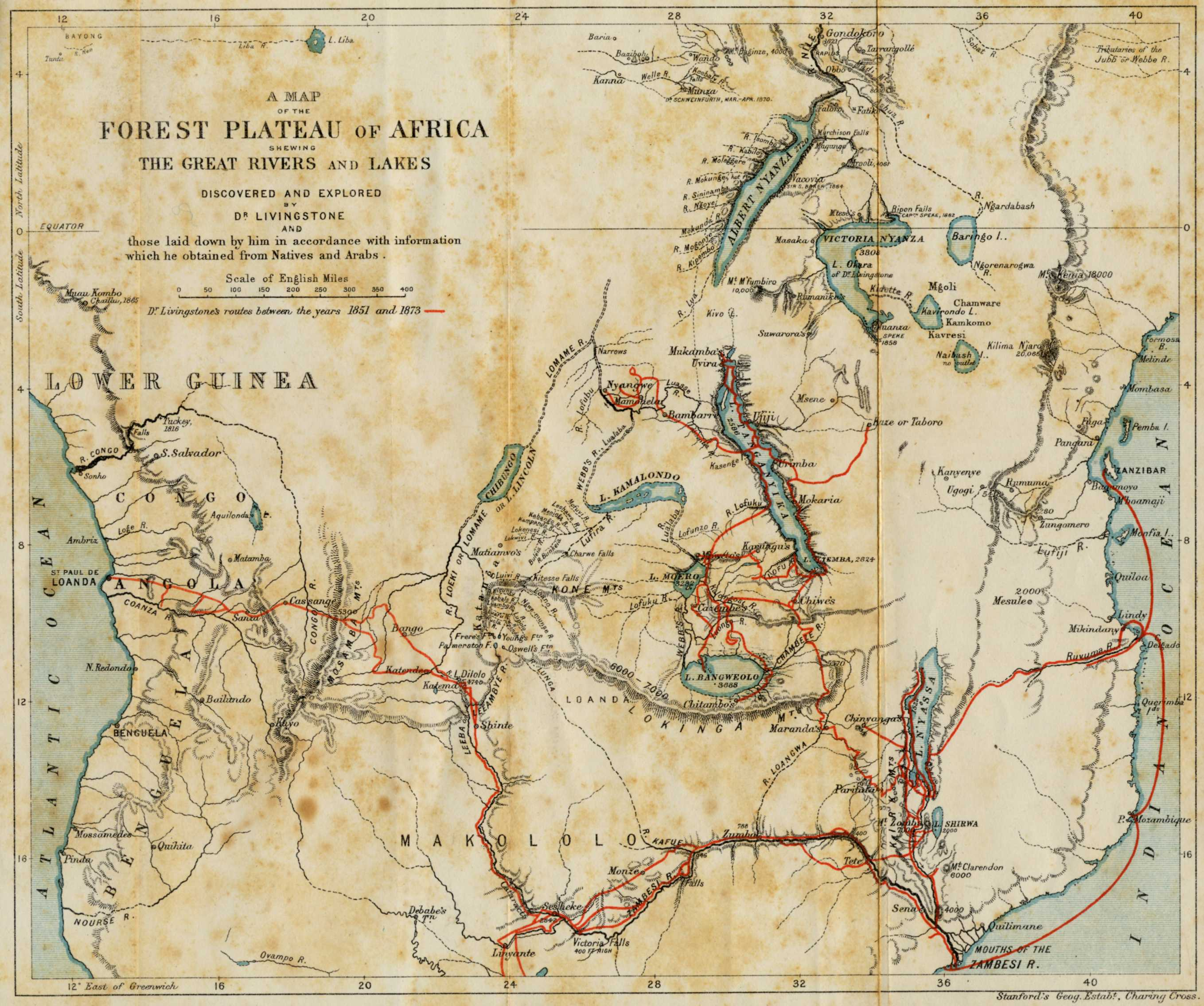
Carte des voyages de Livingstone en Afrique australe.

Reçu en héros à son retour au Royaume-Uni, il publia à cette occasion ses Missionary Travels and Researches in South Africa (1857), dont les 12 000 exemplaires de la première édition furent vendus avant même leur parution, ce qui contribua à lui assurer une certaine aisance financière. Le patronage de la Royal Geographical Society, qui avait publié entretemps les rapports que Livingstone lui avait fait parvenir, et lui avait décerné dès 1855 sa médaille d'honneur, n'y était pas pour rien. Le président de cette institution, Roderick Murchison, auquel l'ouvrage de Livingstone était dédié, se montra soucieux de relayer l'action exploratoire du missionnaire. Une foule importante se pressa aux conférences que Livingstone donna dans tout le pays et il fut en 1858 fait membre de la Royal Society.
Dès cette époque, sa célébrité contribua à renforcer le prestige, en métropole, des activités missionnaires. Malgré une efficacité très relative en matière de conversions (il ne réussit à convertir que le chef des Kwena, Sechele), son statut de héros national encouragea les Britanniques à contribuer aux collectes organisées par les sociétés missionnaires en vue de soutenir les missions établies et en ouvrir de nouvelles.
David Livingstone est par ailleurs connu pour sa théorie de la colonisation, notamment sa doctrine des « 3 C » : christianisation, commerce et civilisation. Il considérait que la religion chrétienne et le commerce amélioreraient la condition des Africains en leur apportant une civilisation largement identifiée à son modèle britannique. Les hommes blancs avaient un devoir : civiliser les races considérées comme moins développées en leur apportant les bienfaits des progrès techniques, de la médecine, de l’alphabétisation et de la religion chrétienne. Chronologiquement, le premier « C », le « commerce légitime » (par opposition à l'« infâme commerce » de l'esclavage interne à l'Afrique ou à destination du monde musulman) devait cependant, selon Livingstone et à l'instar de Thomas Fowell Buxton, précéder les deux autres. L'exploration méthodique des territoires africains inconnus des Européens pour en définir précisément les caractéristiques et les ressources était ainsi un préliminaire indispensable à la christianisation. Cette conception nouvelle des missions évangéliques, centrée sur l'exploration de territoires vierges de toute présence européenne, constitua un tournant dans l'histoire missionnaire en Afrique ; elle contribua à faire de David Livingstone le symbole d'« une certaine agressivité conquérante préfigurant l'impérialisme de la fin du XIXe siècle ».

#### À la recherche des sources du Nil

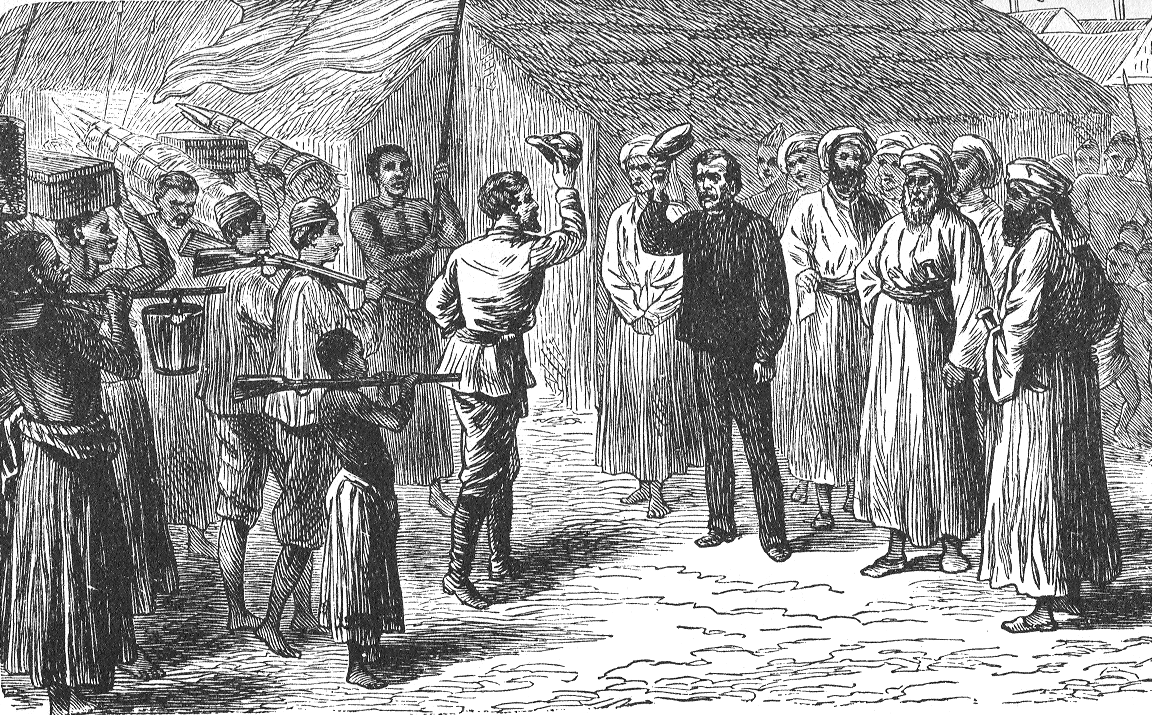
Dr. Livingstone, I presume?

Livingstone reprit, à partir de 1858 et jusqu'en 1864, ses explorations dans la même région, avec (jusqu'en 1863) son frère Charles, après avoir démissionné de la London Missionary Society que ses finances fragiles rendaient réticente à subventionner des activités trop éloignées de la stricte pratique missionnaire. C'est le gouvernement britannique, alléché par les perspectives commerciales de la vallée du Zambèze que laissait entrevoir le récit de Livingstone, qui finança cette expédition. Cette dernière s'avéra cependant coûteuse et décevante, y compris en matière de lutte anti-esclavagiste. Elle lui permit néanmoins de découvrir, le 16 septembre 1859, le lac Malawi, qu'il cartographia, ainsi que les ruines de la mission portugaise de Zumbo en 1860.
Après la mort de sa femme de la malaria, à 41 ans, le 27 avril 1862 à Chupanga (Mozambique), puis un rapide retour à Londres en 1864-1865, Livingstone repartit dans des conditions plus précaires en 1866. Il établit à cette époque que le système hydrographique de la Lualaba (partie supérieure du fleuve Congo) ne faisait pas partie du système hydrographique du Zambèze comme il l'avait longtemps pensé (notamment par le rapprochement Zambezi/Chambeshi). Il s'orienta ensuite vers le lac Tanganyika en Tanzanie, dans l'espoir d'y trouver les sources du Nil. Malade et abandonné par ses porteurs, il perdit alors totalement contact avec son pays d'origine. Il se retira à Ujiji, sur les bords du lac Tanganyika.
C'est là que Henry Morton Stanley, financé par le journal New York Herald en 1869, le retrouva finalement à Ujiji, non loin du Lac Tanganyika le 10 novembre 1871. Cet événement est un classique de l'histoire des explorations, notamment dans la mesure où la question initiale de Stanley lors de leur rencontre (« Dr Livingstone, I presume? » (Dr Livingstone, je suppose ?) est « emblématique d'une certaine communauté de civilisation au cœur de la jungle ». Stanley et Livingstone discutèrent ensuite de ce que ce dernier ignorait du fait de son isolement : le conflit franco-prussien, le percement du canal de Suez, l'établissement d'un câble télégraphique à travers l'Atlantique. Livingstone accompagna Stanley pour explorer le Nord du lac Tanganyika, mais refusa de le suivre lorsqu'il retourna en Angleterre : il souhaitait s'assurer que la Lualaba ne se rattachait pas au bassin du haut Nil. Leurs routes se séparèrent donc à Unyanyembe, ce qui amena Stanley à dire de Livingstone : « un mysticisme voisin du martyre rejoignait chez lui la soif de découverte ». Cet état d'esprit, doublé d'un ego important, le conduira à délaisser fortement son épouse et ses enfants, ainsi qu'à organiser très prématurément la venue de familles de missionnaires, dont plusieurs le payeront de leur vie.[source insuffisante]

### Un mythe victorien

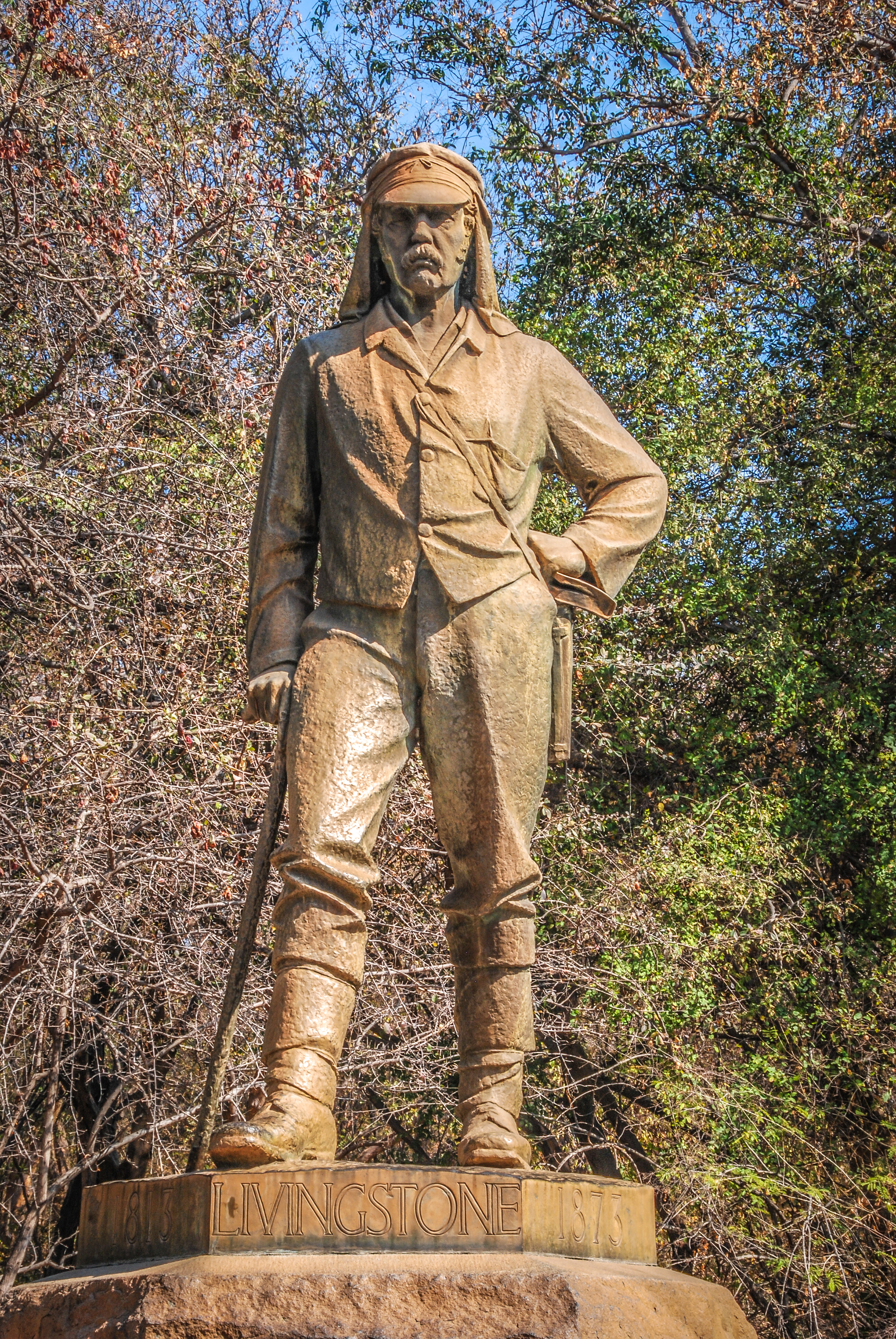
Statue de David Livingstone au bord des chutes Victoria, Zimbabwe.

David Livingstone mourut le 1er mai 1873 de dysenterie et de la malaria sur les bords du lac Bangwelo dans l'actuelle Zambie, toujours à la recherche des sources du Nil. Ses deux serviteurs enterrèrent son cœur sous un arbre Mpundu, à l'endroit où se dresse aujourd'hui le Mémorial de Livingstone. Ils ramenèrent ensuite le reste de son corps embaumé jusqu'à Bagamoyo, où ils rencontrèrent une nouvelle mission d'assistance au héros victorien, menée par Verney Lovett Cameron et commanditée par la Royal Geographical Society. Plusieurs objets lui appartenant (guêtres, matelas…) y furent mis en vente et son corps rapatrié au Royaume-Uni. David Livingstone fut enterré au milieu de la nef centrale de l'abbaye de Westminster l'année suivante, en véritable « saint victorien » qu'il était devenu de par la persévérance de son engagement exploratoire, missionnaire et antiesclavagiste. On relevait aussi fréquemment son extraction modeste pour faire de lui un « exemple de réussite sociale par le travail, la force de caractère et la persévérance », valeurs par excellence de la société victorienne : Livingstone fait ainsi partie des personnages érigés en modèles dans le Self help de Samuel Smiles (1859). C'est cependant le célèbre récit que Stanley tira de son expédition en 1872 (How I found Livingstone) qui joua un rôle déterminant dans sa « canonisation » en élevant l'explorateur écossais au rang de mythe.
De fait, au cours de sa vie et encore davantage à son issue, Livingstone fut érigé en modèle héroïque d'une civilisation britannique conquérante et dominatrice. Il est d'ailleurs emblématique des ambiguïtés de l'impérialisme victorien notamment dans ses motivations. Car si Livingstone était indéniablement mû par la volonté d'évangéliser les populations africaines comme de les soustraire à la traite (ses rapports seraient par exemple à l'origine du traité imposant en 1873 au sultan de Zanzibar l'interdiction du trafic d'esclaves), sa volonté de définir préalablement les richesses exploitables des territoires africains encore inconnus des Européens fit de lui le symbole d'un « glissement dans la manière de conquérir l'empire, de plus en plus strictement organisée et plus systématiquement orientée par des fins utilitaires ». Ainsi, lors de l'expédition qu'il mena de 1858 à 1864 sur le Zambèze, il accepta de se conformer à des objectifs, définis par le gouvernement britannique qui le finançait, forts éloignés de la perspective missionnaire classique : « étendre les connaissances déjà obtenues sur la géographie et les ressources minérales et agricoles de l'Afrique orientale et centrale […] en vue de la production de matières premières à exporter vers l'Angleterre en échange de produits industriels britanniques ».
L'explorateur a donné son nom à la ville de Livingstone, en Zambie, à proximité des chutes Victoria. La ville fut la première capitale de la Rhodésie du Nord. Elle abrite aujourd'hui le Livingstone Museum, créé en 1934 sous le nom de Rhodes-Livingstone Museum. Il donna aussi son nom aux chutes Livingstone, qui est le nom donné par Stanley à l'ensemble de rapides entre le Pool Malebo et Matadi, sur le Congo inférieur, même si David Livingstone ne s'aventura jamais dans cette partie de l'Afrique.

## Hommages
- Charles Gounod compose en 1873 Ilala (Stances à la mémoire de D. Livingstone).

## Publications
- Dernier Journal, Arléa, 1999.
- (en) Travels and Researches in South Africa, Kessinger, 2004.

## Appareil critique

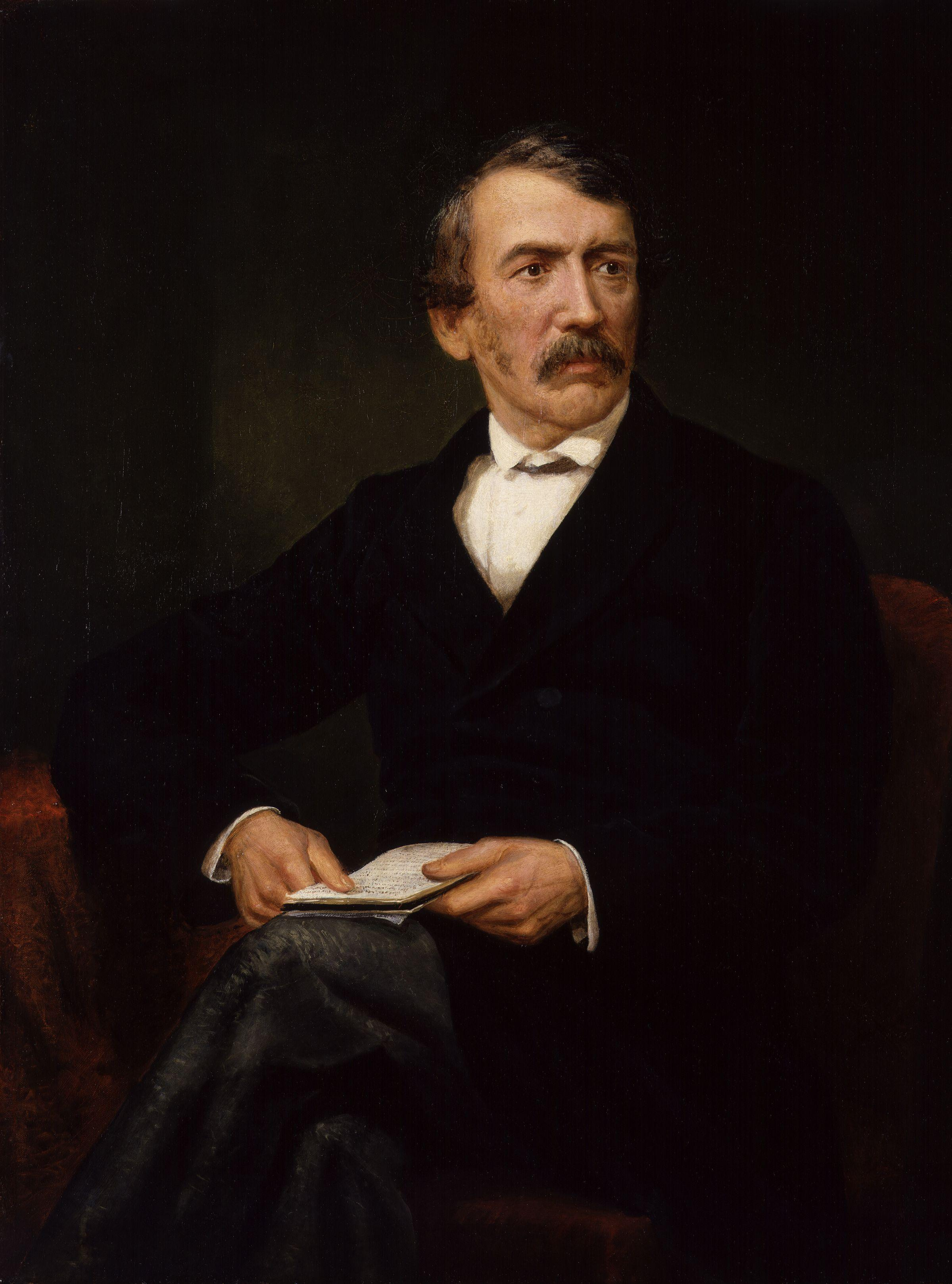
Portrait de David Livingstone à la National Portrait Gallery de Londres.

### Sources
- Anne Hugon, L'Afrique des explorateurs : Vers les sources du Nil, Paris, Gallimard, coll. « Découvertes Gallimard / Histoire » (no 117), 1991, 176 p. (ISBN 978-2-07053-130-1, OCLC 24832575).
- (en) A. D. Roberts, « Livingstone, David (1813-1873) », Oxford Dictionary of National Biography,‎ janvier 2008 (lire en ligne).
- Corinne M. Belliard, « L'Économie des explorations Livingstone », ethnographiques.org,‎ novembre 2010 (lire en ligne).